# Robert Andrzejuk
Robert Sebastian Andrzejuk, född den 17 juli 1975 i Wrocław, Polen, är en polsk fäktare som tog OS-silver i herrarnas lagtävling i värja i samband med de olympiska fäktningstävlingarna 2008 i Peking.